# Кондрашин, Владимир Петрович
Влади́мир Петро́вич Кондра́шин (14 января 1929, Ленинград — 23 декабря 1999, Санкт-Петербург) — советский баскетболист, советский и российский баскетбольный тренер. Прозвища — «Петрович», «Батюшка».

## Биография
Выступал за ленинградский «Спартак». Мастер спорта СССР (1958).
Под руководством Кондрашина мужская сборная СССР впервые завоевала олимпийское золото (1972), а также в очередной раз стала чемпионом мира (1974) и Европы (1971). В 1975 году единственный раз привёл ленинградский «Спартак» к победе в чемпионате СССР. Заслуженный тренер СССР (1971). Окончил в 1976 году Ленинградский институт физкультуры им. П. Ф. Лесгафта.
Похоронен на Северном кладбище Санкт-Петербурга.

## Тренерская работа в клубе
Тренировал «Спартак» (Ленинград) с 1967 по 1995. Под его руководством команда становилась:
- дважды — обладателем европейского Кубка обладателей Кубков (1973 и 1975)[1]
- чемпионом СССР (1975)[1]
- чемпионом СНГ (1992)[1].

## Тренерская работа в сборной
Тренировал сборную СССР по баскетболу в период с 1970 по 1976. Под его руководством сборная выиграла:
- золотые медали Универсиады 1970 года[1],
- золотые медали чемпионата Европы 1971 года[1],
- золотые медали Олимпийских игр 1972 года[1],
- золотые медали чемпионата мира 1974 года[1].

Кроме того, были завоёваны:
- серебряные медали Универсиады 1973 года и чемпионата Европы 1975 года[1],
- бронзовые медали чемпионата Европы 1973 года и Олимпийских игр 1976 года[1].

## Награды
За заслуги в развитии спорта и баскетбола награждён орденами Трудового Красного Знамени (1972), Дружбы народов (1985) и «Знак Почёта» (1985), Дружбы (1995)
.
- В мае 1999 года Владимиру Петровичу Кондрашину было присвоено звание Почётного гражданина Санкт-Петербурга.
- Владимир Кондрашин был включён в Зал славы ФИБА в день его открытия — 1 марта 2007 года. Зал славы ФИБА был создан в испанском Алкобендасе (пригород Мадрида) в ознаменование 75-й годовщины этой организации[4].
- В октябре 2007 года в петербургском Дворце спорта «Юбилейный» была открыта мемориальная доска в честь Кондрашина[5].
- На доме по адресу Невский пр., 77 / ул. Пушкинская, 1, где провел детские и юношеские годы В. Кондрашин, в память о его заслугах после 1970 года, установлена гранитная мемориальная доска с барельефом: «В этом доме с 1929 по 1958 год жил Владимир Петрович Кондрашин — выдающийся тренер по баскетболу, почётный гражданин Санкт-Петербурга».

## Известные ученики
- Белов, Александр Александрович[1]

## Воспоминания о Кондрашине
По игровому чутью и мастерству в руководстве игрой не имел себе равных. Практически никогда не проигрывал матчи на последних секундах или в овертайме. Как правило, всегда вырывал победу. Красноречивый пример — финальная игра со сборной США на «золотой» Олимпиаде-72 в Мюнхене, знаменитые «три секунды».
Сергей Панов: «Владимир Петрович Кондрашин имел настоящее игровое чутьё. Мог выиграть матч, выпустив на площадку последнего запасного. Он всегда знал, кто может принести максимальную помощь и переломить ход игры».

## Семья
Жена - Евгения (1932—2020), баскетболистка ленинградского «Динамо». Свадьбу сыграли в 1953 году, в 1954 году родился сын Юрий (1954—2021). Ребёнок родился семимесячным, спустя некоторое время, врачи диагностировали ему детский церебральный паралич. Юрий обладал феноменальной памятью, очень любил баскетбол.

## Киновоплощение
В российском фильме 2017 года «Движение вверх» (реж. А. Мегердичев), который посвящён победе команды СССР на Олимпийских играх 1972 года в Мюнхене, роль Кондрашина (в фильме — Владимир Гаранжин) сыграл Владимир Машков. Родственники Кондрашина остались недовольны сценарием и настояли на том, чтобы в фильме главный тренер сборной СССР не носил фамилию Кондрашин.

## Память
- с 6 сентября 2016 года в Санкт-Петербурге функционирует «Центр олимпийской подготовки по баскетболу имени В. П. Кондрашина». СПб ГБУ «Центр олимпийской подготовки имени В. П. Кондрашина» объединяет в своих рядах сильнейших юных баскетболистов Санкт-Петербурга и опытных тренеров. Одной из основных задач Центра является подготовка спортивных сборных команд по баскетболу, в том числе по баскетболу 3x3 и адаптивному баскетболу.
- 15 февраля 2023 — ввод в Санкт-Петербурге Центра олимпийской подготовки по баскетболу имени В. П. Кондрашина[11]. Центр построен в рамках национального проекта «Демография».